# 劉允正
劉允正（?—?），广西武缘人，清朝政治人物。举人出身。
嘉庆4年（1799年），擔任清朝遵义府婺川縣知縣。后由陳大本接任。